# BEAR e LION
Il BEAR ed il LION sono due cifrari a blocchi sviluppati da Ross Anderson e Eli Biham combinando insieme un cifrario a flusso ed una funzione crittografica di hash. Gli algoritmi utilizzano un blocco dati di dimensione molto variabile, dell'ordine di 213-223 bit (1 kB - 1 MB) e più. Strutturalmente sono reti di Feistel non bilanciate con 3 passaggi, ognuno eseguito con una chiave indipendente ed utilizzando una combinazione alternata tra la funzione di hash ed il cifrario a flusso: nel BEAR, il primo ed il terzo passaggio sono effettuati con la funzione di hash ed il restante con il cifrario, nel LION l'hash è utilizzato solo nel secondo ciclo.
In realtà si dovrebbe indicare il BEAR ed il LION come modelli di cifrario e non come cifrari reali: essi si basano infatti sulla combinazione di altri algoritmi crittografici che possono essere arbitrariamente scelti. Gli autori, ad esempio, hanno utilizzato l'SHA-1 come funzione di hash (alternativamente suggeriscono anche l'MD5) ed il SEAL come cifrario a flusso.

## Sicurezza e varianti
Gli autori dichiarano che gli algoritmi risultano sensibili ad attacchi adattivi con testo cifrato scelto e testo in chiaro scelto. Per ovviare a ciò, hanno anche proposto una variante denominata LIONESS che utilizza 4 passaggi ognuno con una chiave differente: la funzione di hash è utilizzata nel primo e nel terzo passaggio, il cifrario a flusso nel secondo e nel quarto.